# Штрезов, Марианна
Мариа́нна Штре́зов, в замужестве Мариа́нна Шарве́нка (нем. Marianne Scharwenka-Stresow; 25 февраля 1856, Берлин — 24 октября 1918, Берлин) — немецкая скрипачка.

## Биография
Дочь оперного певца Императорского российского двора Карла Штрезова. Училась музыке у своего отца, затем у скрипача Леопольда Ганца (получая стипендию принцессы Марии Анны). В 1870—1874 гг. обучалась в Берлинской королевской школе музыки у Генриха де Аны. 
Выступала с 11-летнего возраста, в том числе в ансамбле со своим отцом (альт) и братом Карлом (виолончель). В 1869—1870 гг. гастролировала в США. В 1871—1873 гг. участвовала в прогрессивных камерных вечерах современной музыки, которые организовывал в Берлине Эмиль Александер Файт. Концертировала также в других немецких городах, среди её партнёров по выступлениям был Мориц Мошковский, посвятивший ей вторую из Двух концертных пьес Op.16 (1878). В 1878—1879 гг. как вторая скрипка струнного Квартета Цецилии (вместе с Йозефиной Аман-Вайнлих, Шарлоттой Декнер и Элизой Вайнлих) совершила гастрольное турне по Швеции и Дании.
В 1880 г. вышла замуж за Филиппа Шарвенку, после чего заметно сбавила исполнительскую активность, однако с 1881 г. начала преподавать в Консерватории Шарвенки, которую открыл брат её мужа Ксавер Шарвенка; продолжала эту работу до 1907 г. и затем вновь вернулась к преподаванию в 1916 году. 
В начале 1890-х перед тем, как вернуться к концертной деятельности, взяла в Париже серию уроков у Мартена Марсика и Пабло Сарасате. После этого выступала в Германии, Австрии, Италии, в том числе с произведениями своего мужа, в 1894 г. исполнила его скрипичный концерт с Берлинским филармоническим оркестром под управлением автора. В 1898 г. играла в берлинском женском оркестре под управлением Мэри Вурм.
Сын — композитор и органист Вальтер Шарвенка.

## Альбом
На протяжении многих лет Марианна Шарвенка вела альбом для автографов, в котором сохранились стихи, нотные фрагменты и рисунки разных авторов-современников — в том числе Йозефа Иоахима, Игнаца Брюля, Теодора Дюбуа, Луи Дьемера, Антонио Бадзини, Юлиуса Вольфа, Морица Майер-Мара, Оскара Берингера, Вильгельма Бергера и других.